# Daniele Nardello
Daniele Nardello (Varese, 2 augustus 1972) is een Italiaans voormalig wielrenner.

## Loopbaan
Nardello werd beroepswielrenner in 1994 bij Mapei. Hij viel op tijdens zijn tweede profjaar, toen hij de Parijs-Bourges won, tweede werd in de Ronde van Lombardije en vierde in Milaan-Turijn. Die laatste wedstrijd schreef hij in 1996 op zijn naam, toen hij ook een etappe in de Ronde van Spanje en de Omloop van de Sarthe won.
Nardello bleek echter niet alleen een renner voor dagsuccessen te zijn: in 1997 won hij de Ronde van Oostenrijk en in 1998 en 1999 werd hij achtste en zevende in de Ronde van Frankrijk. Ook in 2000 eindigde hij in de top tien van de Tour en schreef hij onder meer het Circuit Franco-Belge, de Trofeo Laigueglia en de Ronde van de Haut-Var bij op zijn palmares. Die laatste wedstrijd won hij ook in 2001, toen hij tevens Italiaans kampioen werd. Nardello legde zich vanaf toen wel meer toe op dagsuccessen.
Vanaf 2003 rijdt Nardello voor T-Mobile Team, waar hij een van de kopmannen in de klassiekers is en tevens een gewaardeerd knecht in de Ronde van Frankrijk. In zijn eerste jaar voor zijn nieuwe werkgever won hij het Kampioenschap van Zürich en de Ronde van Rijnland-Palts, maar sindsdien is zijn erelijst leeg.
Na zijn actieve carrière werd hij in 2011 ploegleider bij Geox-TMC. Een jaar later maakte hij de overstap naar de nieuwe nieuwe Australische wielerploeg GreenEdge.

## Belangrijkste overwinningen
1995
Parijs-Bourges
GP Zele
1996
1e etappe Omloop van de Sarthe
Milaan-Turijn
12e etappe Ronde van Spanje
1997
1e en 7e etappe Ronde van Oostenrijk
Eindklassement Ronde van Oostenrijk
1998
13e etappe Ronde van Frankrijk
1999
Parijs-Bourges
11e etappe Ronde van Spanje
2000
Trofeo Laigueglia
Ronde van de Haut-Var
5e etappe Ronde van Oostenrijk
Eindklassement Circuit Franco-Belge
Duo Normand (met László Bodrogi)
2001
Ronde van de Haut-Var
7e etappe Ronde van Oostenrijk
 Italiaans kampioen op de weg, Elite
2002
Coppa Bernocchi
2003
Kampioenschap van Zürich
5e etappe Ronde van Hessen
2e etappe Ronde van Rijnland-Palts
Eindklassement Ronde van Rijnland-Palts

## Resultaten in voornaamste wedstrijden
| Jaar | Ronde van Italië | Ronde van Frankrijk | Ronde van Spanje |
| ---- | ---------------- | ------------------- | ---------------- |
| 1994 |                  |                     |                  |
| 1995 | 53e              |                     |                  |
| 1996 | opgave           |                     | 15e (1)          |
| 1997 |                  | 18e                 | opgave           |
| 1998 |                  | 8e (1)              |                  |
| 1999 |                  | 7e                  | 23e (1)          |
| 2000 |                  | 10e                 |                  |
| 2001 |                  | 57e                 |                  |
| 2002 | 42e              |                     |                  |
| 2003 |                  | 25e                 |                  |
| 2004 |                  | 48e                 |                  |
| 2005 | opgave           | 55e                 | 44e              |
| 2006 |                  |                     | 50e              |
| 2007 |                  |                     |                  |
| 2008 | 46e              |                     |                  |
| 2009 |                  |                     |                  |

| Jaar | Milaan-San Remo | Gent-Wevelgem | Ronde van Vlaanderen | Parijs-Roubaix | Amstel Gold Race | Luik-Bast.‑Luik | Ronde van Lombardije | Parijs-Tours | Parijs-Brussel | Omloop Het Nieuwsblad |  | WK op de weg |  | Wereldranglijsten |
| ---- | --------------- | ------------- | -------------------- | -------------- | ---------------- | --------------- | -------------------- | ------------ | -------------- | --------------------- |  | ------------ |  | ----------------- |
| 1994 |                 | 80e           |                      |                |                  |                 | 49e                  | 49e          | 58e            |                       |  |              |  |                   |
| 1995 |                 |               |                      |                | 50e              |                 | ↑                    | 59e          |                |                       |  |              |  |                   |
| 1996 |                 |               |                      |                | 36e              |                 | 4e                   | 35e          |                |                       |  |              |  |                   |
| 1997 |                 |               |                      |                |                  |                 |                      |              |                |                       |  |              |  |                   |
| 1998 |                 |               |                      |                |                  |                 | opgave               | 65e          | 6e             |                       |  | 57e          |  |                   |
| 1999 |                 | 34e           | 13e                  | 22e            | 9e               |                 | 17e                  | 31e          |                | 27e                   |  | 10e          |  |                   |
| 2000 |                 |               | 21e                  | 28e            |                  | 82e             | 24e                  | ↑            | 69e            | 9e                    |  |              |  |                   |
| 2001 |                 | 8e            | 5e                   | opgave         |                  |                 | 40e                  | 87e          | 52e            | 6e                    |  | 44e          |  |                   |
| 2002 | 143e            | 44e           | 5e                   | opgave         | 18e              | 55e             | 32e                  | 95e          | 43e            |                       |  | 98e          |  | 25e (UWB)         |
| 2003 |                 |               | 72e                  | 8e             |                  | opgave          |                      | 53e          |                | 68e                   |  | 65e          |  |                   |
| 2004 | 172e            | 47e           | 47e                  | 15e            | 65e              | 122e            | 5e                   | 55e          |                |                       |  | 67e          |  | 11e (UWB)         |
| 2005 |                 |               |                      |                |                  |                 | 90e                  |              |                |                       |  |              |  |                   |
| 2006 |                 |               |                      |                |                  |                 | 18e                  |              |                |                       |  |              |  |                   |
| 2007 |                 |               |                      |                |                  |                 | 18e                  |              | 97e            |                       |  |              |  |                   |
| 2008 | 64e             |               |                      |                |                  |                 |                      |              |                |                       |  |              |  |                   |
| 2009 | opgave          |               | 116e                 |                |                  |                 |                      |              |                |                       |  |              |  |                   |

## Ploegen
- 1994 –  Mapei-CLAS
- 1995 –  Mapei-GB
- 1996 –  Mapei-GB
- 1997 –  Mapei-GB
- 1998 –  Mapei-Bricobi
- 1999 –  Mapei-Quickstep
- 2000 –  Mapei-Quickstep
- 2001 –  Mapei-Quickstep
- 2002 –  Mapei-Quickstep
- 2003 –  Team Telekom
- 2004 –  T-Mobile Team
- 2005 –  T-Mobile Team
- 2006 –  T-Mobile Team
- 2007 –  LPR-Nava-Androni
- 2008 –  Serramenti PVC Diquigiovanni-Androni Giocattoli
- 2009 –  Fuji-Servetto

Ballerini · Bortolami · Chiurato · Coello · Colonna · Della Santa · Emonds · Escartín · Echave · Fernández Ginés · García · Gastón · Gianetti · Giovannetti · González · Mauleón · Müller ·  Nardello · Nicoletti · Noè · Olano · Paletti · Peña · Rodríguez · Rominger · Tafi · Tebaldi · Teterioek · Unzaga · Beltrán (stagiair) 
Baffi · Ballerini · Bellini · Beltrán · Bomans · Bortolami · Calzolari · Chiurato · Colonna · Della Santa · Escartín · Echave · Fernández Ginés · González · Leysen · Mauleón · Museeuw · Nardello · Nicoletti · Noè · Olano  · Peeters · Peña · Rominger · Tafi · Unzaga · Vandenbroucke · Willems · Alberati (stagiair) · Bianchini (stagiair) · Di Grande (stagiair)
Alberati · Baffi · Ballerini · Bellini · Beltrán · Bomans · Borgheresi · Bortolami · Calzolari · Colonna · Della Santa · Di Grande · Echave · Fernández Ginés · González · Lanfranchi · Leysen · Mauleón · Museeuw  · Nardello · Nicoletti · Noè · Olano  · Peeters · Peña · Rominger · Steels · Tafi · Unzaga · Vandenbroucke · Willems · Capelle (stagiair) · Cioni (stagiair) · Induni (stagiair)
Abe · Ballerini · Bomans · Bramati · Bugno · Camenzind · Di Grande · Faresin · Fois · Jaskuła · Lanfranchi · Leysen · Mattan · Missaglia · Museeuw  · Nardello · Peeters · Pianegonda · Spruch · Steels · Svorada · Tafi · Tonkov · Vandenbroucke · Zanini · Algeri (stagiair) 
Ballerini · Belohvoščiks · Bramati · Bugno · Camenzind  · Codol · Di Grande · Faresin · Figueras · Frutti · Lanfranchi · Leysen · Mattan · Missaglia · Museeuw · Nardello · Peeters · Pianegonda · Spruch · Steels · Svorada · Tafi · Tonkov · Vandenbroucke · Zanini · Hunter (stagiair) · Huvaere (stagiair) · Van Nueten (stagiair)
Baffi · Bartoli · Bettini · Bramati · Di Grande · Faresin · Fernández Ginés · Figueras · Fornaciari · Hoste · Lanfranchi · Leysen · McRae · Merckx · Müller · Museeuw · Nardello · Nocentini · Noè · Peeters · Rodriguez · Scinto · Steels · Steinhauser · Tafi · Tani · Tonkov · van Heeswijk · Zanini · Gerosa (stagiair) · Nikačević (stagiair) · O'Bee (stagiair)
Baffi · Bartoli · Beltrán · Bettini · Bodrogi · Bramati · Chesini · Cioni · D'Amore · Faresin · Fernández Ginés · Figueras · Fornaciari · Freire  · Hoste · Hulsmans · Koehler · Lanfranchi · Leysen · McRae · Merckx · Museeuw · Nardello · Nocentini · Noè · Paolini · Peeters · Pozzato · Ratti · Rizzi · Rodriguez · Scinto · Steels · Tafi · Tani · Tonkov · van Heeswijk · Wegelius · Zanini · Cancellara (stagiair) · Petrov (stagiair) · Rogers (stagiair)
Aggiano · Baffi · Ballerini (tot 15/04) · Bartoli · Beltrán · Bettini · Bodrogi · Bramati · Cañada · Cancellara · Cheula · Cioni · D'Amore · Eisel · Fornaciari · Freire  · Garzelli · Gasparre · Horrillo · Hulsmans · Koehler · Lanfranchi · Leysen · McGrory · Nardello · Nocentini · Noè · Paolini · Petrov · Pozzato · Ratti · Rizzi · Rogers · Scinto · Sinkewitz · Steels · Tafi · Tani · Wegelius · Zanini · Zerzáň · Davis (stagiair) · Devolder (stagiair) · Willems (stagiair)
Aggiano · Baffi · Bettini · Bodrogi · Bramati · Cañada · Cancellara · Cheula · Cioni · Clerc · De Waele · Eisel · Evans · Fornaciari · Freire  · Garzelli · Gilmore · Horrillo · Hulsmans · Hunter · Martinez · McGrory · Nardello · Noè · Paolini · Petrov · Pozzato · Ratti · Rogers · Scinto · Steels · Tafi · Trampusch · Wegelius · Willems · Zanini · Davis (stagiair) · Moeravjov (stagiair)
Aerts ·
Aldag ·
Botero   ·
Evans ·
Fagnini ·
Guerini ·
Hiekmann ·
Hondo ·
Hundertmarck ·
Jakovlev ·
Julich ·
Kessler ·
Klier ·
Klöden ·
Kopp ·
Nardello ·
Reichl ·
Savoldelli ·
Schaffrath ·
Schreck ·
Schumacher ·
Vinokoerov ·
Werner ·
Wesemann ·
Zabel
Aerts ·
Aldag ·
Baumann ·
Botero ·
Evans ·
Guerini ·
Hiekmann ·
Ivanov ·
Jakovlev ·
Kessler ·
Klier ·
Klöden ·
Konečný ·
Korff ·
Nardello ·
Savoldelli ·
Schaffrath ·
Schmitz ·
Schreck ·
Steinhauser ·
Ullrich  ·
Vinokoerov ·
Werner ·
Wesemann ·
Zabel ·
Burghardt (stagiair) ·
Haussler (stagiair) 
Aldag ·
Baumann ·
Burghardt ·
Giling ·
Guerini ·
Hiekmann ·
Ivanov ·
Jakovlev ·
Kessler ·
Klier ·
Klöden ·
Kohl ·
Konečný ·
Korff ·
Lara ·
Nardello ·
Pollack ·
Schaffrath ·
Schmitz ·
Schreck ·
Sevilla ·
Steinhauser ·
Ullrich ·
Vinokoerov ·
Werner ·
Wesemann ·
Zabel ·
Bengsch (stagiair) ·
Martens (stagiair) ·
Westphal (stagiair)
Baumann ·
Bernucci ·
Burghardt ·
Davis ·
Gerdemann ·
Giling ·
Greipel ·
Guerini ·
Hontsjar ·
Ivanov ·
Kessler ·
Kirchen ·
Klier ·
Klöden ·
Kohl ·
Korff ·
Ludewig ·
Mazzoleni ·
Nardello ·
Pollack ·
Raboň ·
Rogers   ·
Schmitz ·
Schreck ·
Sevilla (tot 31/07) ·
Sinkewitz ·
Ullrich (tot 31/07) ·
Wesemann ·
Ziegler ·
Cavendish (stagiair) 
Bailetti ·
Bellin ·
Beuchat ·
Božič ·
Callegarin · 
Celli ·  
Chiarini ·
Dietziker · 
Ferrara ·
José Enrique Gutiérrez · 
José Ignacio Gutiérrez ·
Marcato ·
Marzoli · 
Maserati ·
Nardello · 
Proch ·
Rossi ·
Solari ·   
Tiberio ·
Traficante
Bailetti ·
Benítez · 
Camaño ·
Cañada · 
Capecchi · 
Capelli · 
Clarke · 
Cobo · 
de la Fuente · 
del Nero · 
Domínguez (tot 31/05) · 
Durán · 
Fernández de la Puebla · 
Gómez Gómez · 
González · 
Intxausti · 
Jufré · 
Kessiakoff · 
Kišerlovski · 
Mejías · 
Nardello (tot 15/04) · 
Piemontesi · 
Serrano (tot 15/07) · 
Sjpilevski (tot 15/06) · 
Tonti · 
Viganò · 
Walker (tot 31/03) · 
Wurf · 
Merino (stagiair)